# Weckelweiler
Weckelweiler ist ein Ortsteil der Stadt Kirchberg an der Jagst im Landkreis Schwäbisch Hall im Nordosten des Landes Baden-Württemberg. Er liegt auf der Hohenloher Ebene, etwa 22 Kilometer nordöstlich von Schwäbisch Hall und etwa 77 Kilometer nordöstlich von Stuttgart (jeweils Luftlinie). Die Ortschaft ist ein Wohnbezirk des Kirchberger Stadtteils Lendsiedel.

## Geographie

### Lage
Der Ort liegt ungefähr auf der Mitte der Hochebene zwischen der Jagst bei Kirchberg im Süden und dem flacheren Taleinschnitt des Beimbachs bei Lenkerstetten, eines linken Nebenflusses der Brettach. Im Abstand von unter 300 Metern liegt westlich der Ortschaft der etwa 1,5 km² große Streitwald, in dem etliche Grabhügel verstreut sind. Auf der anderen Seite des Ortes liegt weniger als 500 Meter jenseits des Feldgewanns Bachäcker das Waldstück Hagen, zusammen mit dem im Norden anschließenden Wald Oberholz etwa 0,5 km² groß; auch im Oberholz befindet sich ein Grabhügelfeld.
Der etwas über drei Kilometer lange, bei Kirchberg von rechts in die Jagst mündende und nicht immer wasserführende Weckelweiler Klingenbach entsteht westlich inmitten des Streitwalds. Er tritt als feldwegbegleitender Graben in den Weiler ein, durchquert ihn verdolt und verlässt ihn wieder als Straßengraben. Er nimmt einen halben Kilometer südöstlich davon einen linken Ast auf, der am Nordwestrand des Hagen entsteht. Erst danach bildet er ein merkliches Tal aus.

### Verkehrsanbindung
Im Dorf kreuzen sich die nördlich laufende Straße Kirchberg–Lenkerstetten/Beimbach und die über die Hochebene führende Verbindung zwischen Gaggstatt im Südosten und Eichenau im Jagsttal im Südwesten. Diese Nachbarortschaften sind alle auf der Straße zwei bis drei Kilometer entfernt. Der nächste Bahnhof ist im nordöstlichen Rot am See, liegt an der Bahnstrecke Crailsheim–Königshofen und ist sieben Kilometer entfernt. Der nächste Autobahnanschluss, die Anschlussstelle Kirchberg der A 6, liegt im Süden des Hauptortes Kirchberg in sechs Kilometern Entfernung.
Die Buslinien 74, 78 und R64 verbinden Weckelweiler mit Kirchberg an der Jagst, Rot am See, Crailsheim, Gerabronn, und Langenburg-Nesselbach.

### Bewohner
Nach offiziellen Schätzungen leben 180 Menschen in der Ortschaft.

## Einrichtungen
Regional bekannt ist Weckelweiler durch die 1959 gegründete, anthroposophisch ausgerichtete Behinderteneinrichtung Sozialtherapeutische Gemeinschaften Weckelweiler, die im Nordosten der Ortschaft ihren Hauptsitz hat. Sie umfasst mehrere Wohngruppen, ambulant betreute Wohnangebote, Werkstätten für behinderte Menschen, Verwaltungsgebäude, eine Gärtnerei, einen Landwirtschaftsbetrieb, eine Kapelle und einen Festsaal. Außerdem betreiben die Sozialtherapeutischen Gemeinschaften Weckelweiler eine staatlich anerkannte Fachschule für Heilerziehungspflege. Die Einrichtung dominiert nach Gebäude- wie nach Einwohnerzahl gegenüber dem „Dorf“, den anhand der Siedlungsstruktur unterscheidbaren und vor allem von Altansässigen bewohnten Siedlungskern im Südwesten. 
In Weckelweiler gibt es außerdem den Waldorfkindergarten Weckelweiler.

## Einzelbelege
1. ↑  Nach Topografische Karte 1:25.000 und Geoportal Baden-Württemberg (Hinweise)
2. ↑  Alle Entfernungen auf der Straße. Nach Topografische Karte 1:25.000.
3. ↑  Stadtverwaltung Kirchberg an der Jagst, Stand 31. Januar 2011.